# La Femme qui fuit
 (février 2019).
Si vous disposez d'ouvrages ou d'articles de référence ou si vous connaissez des sites web de qualité traitant du thème abordé ici, merci de compléter l'article en donnant les références utiles à sa vérifiabilité et en les liant à la section « Notes et références ».
La Femme qui fuit est un roman d'Anaïs Barbeau-Lavalette, publié chez Marchand de feuilles en 2015. L'auteure agglomère des « documents manuscrits et des correspondances que lui a légué à sa mort sa grand-mère, la peintre et poète Suzanne Meloche. ».

## Honneurs
- 14 novembre 2016 : Grand prix du livre de Montréal[2].

- 20 octobre 2016 : Prix littéraire France-Québec[3].

- 25 avril 2017 : Lauréat du club des Irrésistibles[4].

- 2 mai 2017 : Couronné par le Club des Libraires des Bibliothèques de Montréal[5].

- 9 mars 2021 : Classé dixième meilleur roman québécois de tous les temps par l'équipe d'Esprit critique[6].

## Propos
Suzanne Meloche a abandonné ses deux enfants en très bas âge. Sa fille aînée, qui deviendra la cinéaste Manon Barbeau, avait trois ans à l'époque. Celle-ci a profondément souffert de cet abandon, allant jusqu'à en faire un documentaire nommé Les Enfants de Refus global. Ce documentaire raconte l'histoire d'autres enfants qui, comme elle, ont souffert de l'absence de leurs parents, lesquels appartenaient à un groupe d'artistes bohèmes épris de liberté.

« Anaïs Barbeau-Lavalette, fille de Manon, a grandi dans la détestation de sa grand-mère pour ces raisons. Pourtant, parvenue à l'âge adulte, elle a décidé d'engager une détective privée pour reconstituer sa vie. »

— Mario Cloutier.
L'auteure relate dans son roman la vie de sa grand-mère d'après les témoignages recueillis.

## Résumé
Née à Ottawa en 1926, Suzanne Meloche grandit dans une famille pauvre où on lui apprend l'importance de bien parler, de bien préserver le français. À la fin de son adolescence, elle part participer à un concours oratoire à Montréal. Elle y fait la connaissance de Claude Gauvreau et du groupe des Automatistes, avec qui elle se sent chez elle. C'est d'ailleurs un des membres de ce groupe, le peintre Marcel Barbeau, qu'elle épousera. Celui-ci étant de plus en plus absent, Suzanne se sent prisonnière de ses enfants. Elle décide de les mettre dans un pensionnat (ils seront plus tard adoptés séparément) pour vivre sa vie, une vie de voyage, de détachement et d'engagement sociopolitique. Elle n'aura jusqu'à la fin de sa vie que de très rares et courts contacts avec sa fille, toujours à l'initiative de cette dernière et contre son gré.

## Angle
Dans un prologue, l'auteure raconte la troisième fois où elle a vu sa grand-mère, lorsqu'elle lui a fait une visite-surprise, à Ottawa, avec sa mère. La rencontre fut très civilisée, sans effusion, mais dans l'heure qui a suivi, Suzanne Meloche a rappelé sa fille pour lui dire de ne plus jamais reprendre contact avec elle. Quelques jours avant de mourir, en 2009, cependant, elle écrira son testament pour leur léguer tous ses biens.

## Style et recherche
Le récit est entièrement écrit à la deuxième personne (au « tu »), dans des chapitres non numérotés très courts (une à trois pages) et dans un style littéraire caractérisé par des phrases brèves et des observations de l'ordre du constat.
Le roman est inspiré de conversations que l'auteure a eu avec son grand-père Marcel Barbeau, les sœurs de Marcel Barbeau, les amis et membres de la famille de Suzanne Meloche. Contrairement à la croyance populaire, la recherche n'a pas été faite par une détective privée mais bien par la journaliste-recherchiste et documentariste Louise-Marie Lacombe, qui fut engagée par l'auteure pour mettre au jour les secrets méconnus  de la vie de Suzanne. La confusion vient du fait qu’Anaïs Barbeau Lavalette l'avait définie comme une détective privée mais ce n'était en fait qu'un clin d’œil. Louise-Marie Lacombe produisit un dossier de recherche de plus de 200 pages tiré de documents d'archives et d'entrevues diverses auprès de personnes ayant connu Suzanne Meloche.

## Extraits
« Des amis partent s'installer à Saint-Jean-Baptiste-de-Rouville. Une vieille ferme peut les accueillir. La terre à betteraves y est riche, et Mousse [surnom de Manon enfant] y sera bien.
Vous ramassez donc quelques toiles, deux trois draps, des livres.
Et vous partez faire pousser des betteraves à sucre à la campagne. »

— p. 189–190.

« Parce qu'Harlem ne t'a pas encore consumée. Tu subis au quotidien la blancheur arrogante que tu traînes sur ses trottoirs. On t'interpelle et te harcèle, te vole et te crache au visage. White whore is in town.
You just don't care. Quelque chose de toi se nourrit de ce rejet-là. »

— p. 275–276.

« Elle entre. L'ascenseur poursuit sa route, se dirige vers l'étage supérieur.
Elle soupire : elle voulait descendre. Tu t'excuses. Elle t'interrompt aussitôt en te fixant de son regard affûté, et appuyant bien sur chacun des mots qu'elle prononce :
— Don't be sorry.
Tu souris.
En retournant à ton appartement, tu te dis que pour la première fois depuis longtemps, tu viens peut-être de te faire une amie. »

— p. 359.